# 計重秤

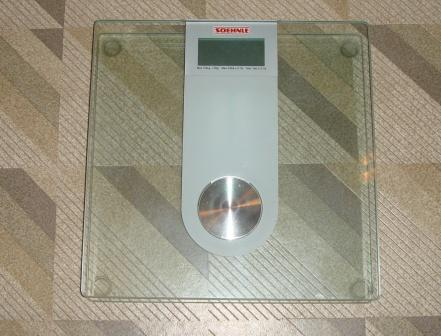
浴室用的電子計重秤，測量體重。

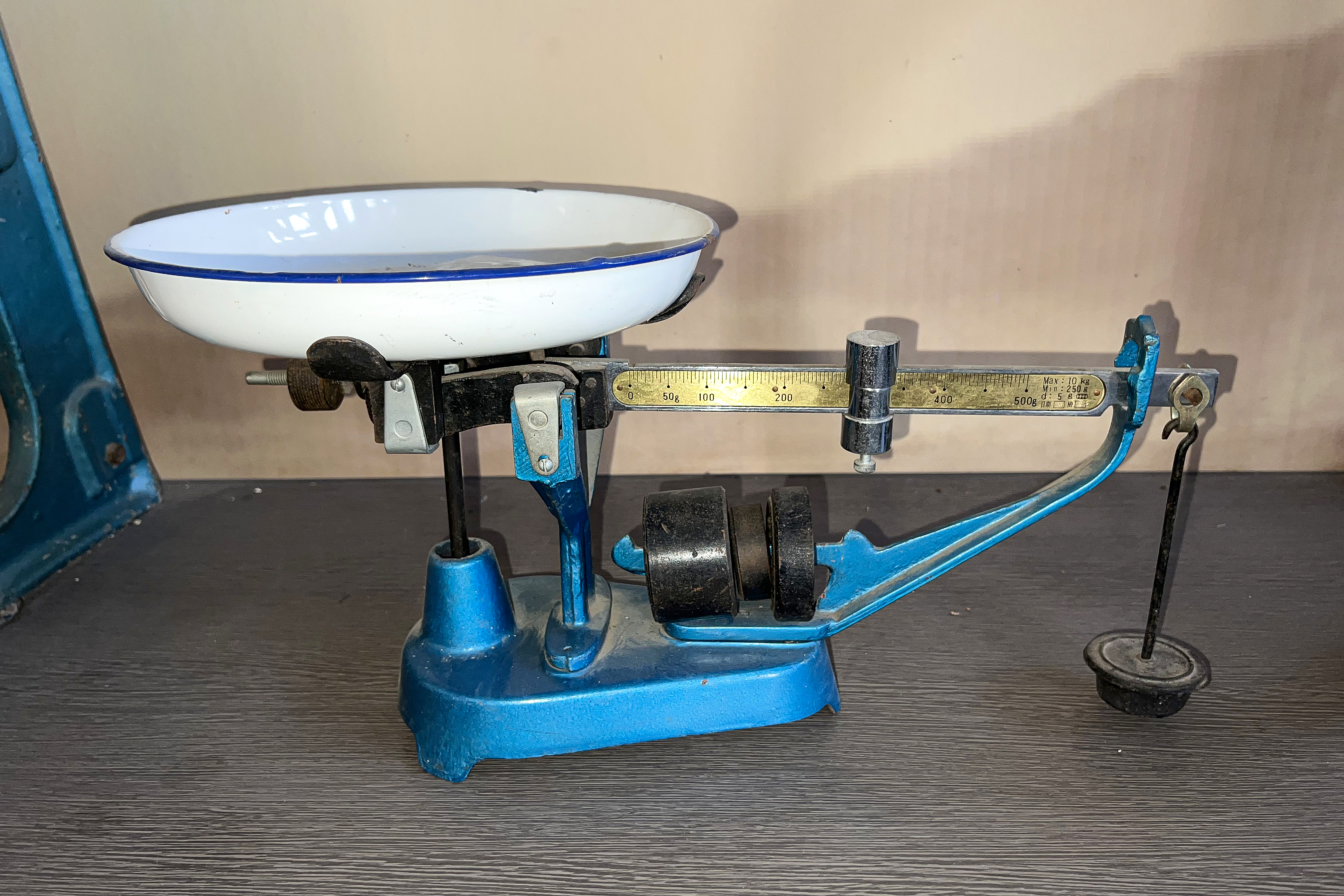
案秤

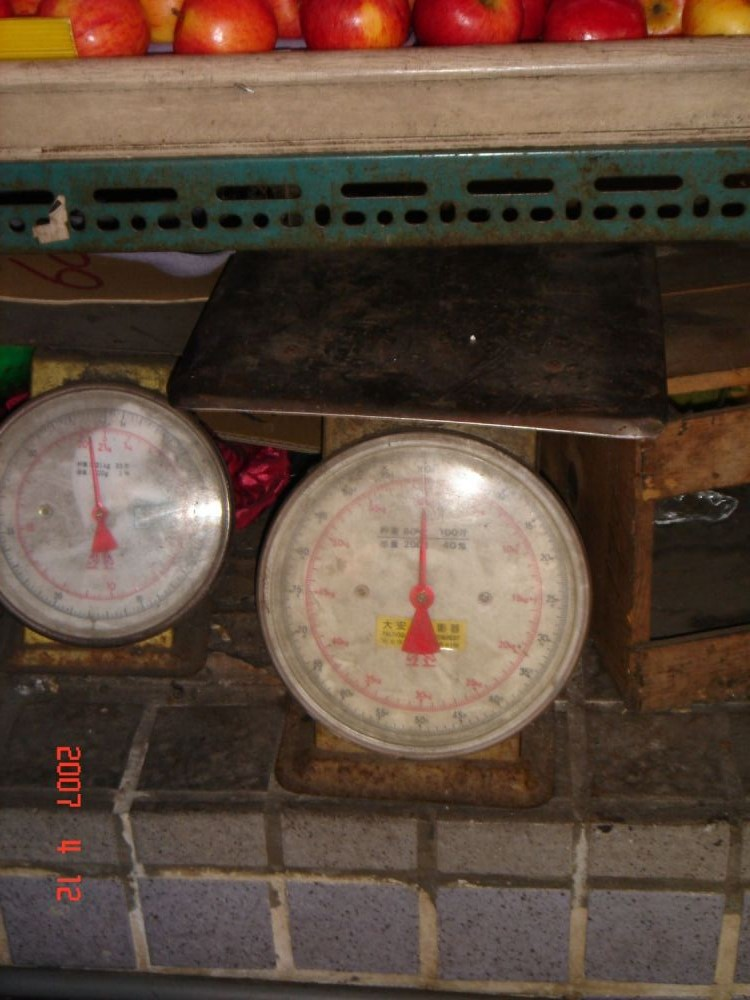
磅秤

計重秤（英語：weighing scale，scale）簡稱秤、稱、磅，是度量物體重量的工具，例如體重計；現今也偶爾用作測量力量的器具。在古代没有物理学质量的概念下，口语上习惯将等臂杠杆衡器称为“天平”，而将不等臂杠杆衡器称为“秤”。
使用槓桿原理的天平是最原始的計重秤。現在的計重秤已經电气自动化。